# Boerhavia diffusa

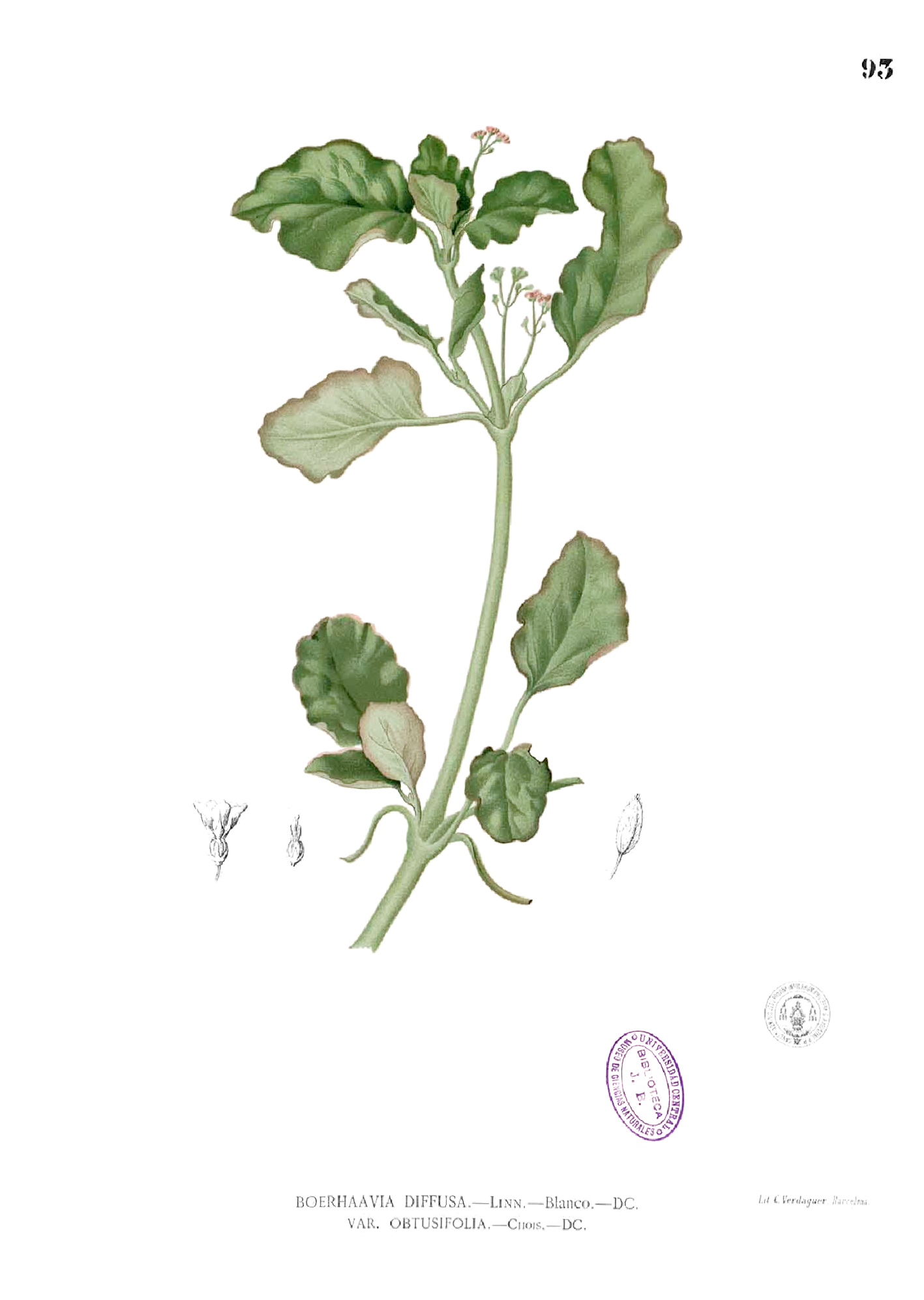
Illustration von Francisco Manuel Blanco

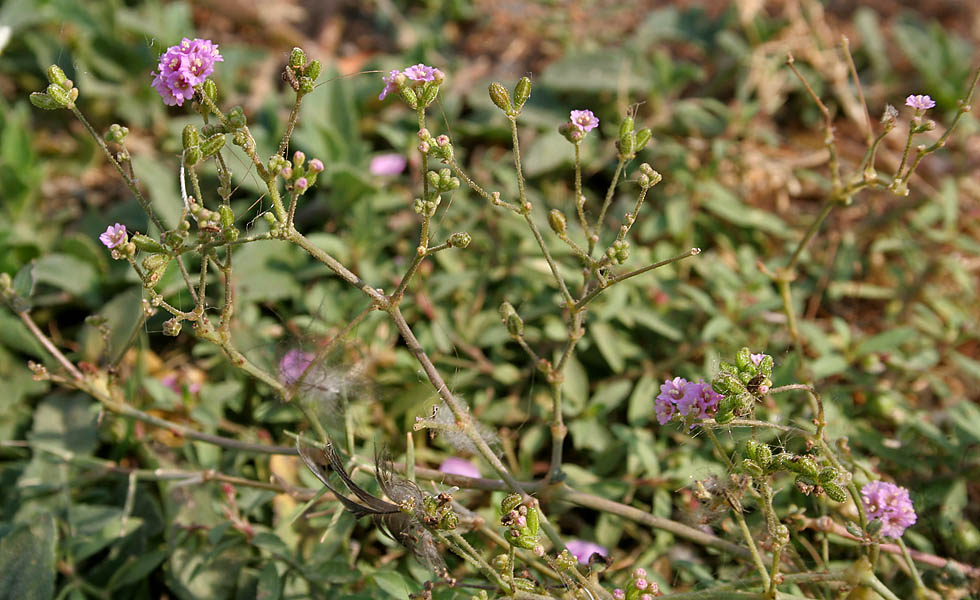
Frucht- und Blütenstand

Boerhavia diffusa ist eine Pflanzenart in der Gattung Boerhavia. Innerhalb der Art variieren die einzelnen Pflanzen stark, so dass sie sich kaum einordnen lassen und es eine Vielzahl von Erstbeschreibungen gab, die zu einer großen Zahl von Synonymen für den Artnamen führten.

## Beschreibung
Boerhavia diffusa ist eine ausdauernde, krautige Pflanze, die Wuchshöhen zwischen 40 und 120 Zentimeter erreicht. Die Sprossachse ist niederliegend oder aufsteigend. Sie ist feingliedrig und klebrig fein behaart. Die einfachen, weichen Laubblätter sind gegenständig und an 1 bis 4 Zentimeter langen Blattstielen gestielt. Die ganzrandige, teils gebuchtete, eiförmige bis rundliche Blattspreite ist oft herzförmig und abgerundet bis spitz. Die Spreite ist wellig und zwischen 2 und 6 Zentimeter lang sowie 2 bis 5 Zentimeter breit. Sie ist fein behaart oder kahl.
Die achselständigen Blütenstände sind lockere, vielblütige Rispen mit wenigblütigen, dichten doldigen Gruppen. Abfallende Tragblätter sind vorhanden und fein behaart oder kahl. Die zwittrigen, sehr kleinen, fast sitzenden Blüten besitzen eine einfache Blütenhülle. Die Blütenhülle ist mittig verengt, der obere, etwa 2 Millimeter lange, gelappte, gefärbte Teil fällt früh ab, diese „Kronlappen“ sind rot bis purpurfarben, selten weiß. Die drei Staubblätter ragen leicht aus der Blütenhülle heraus. Der einkammerige Fruchtknoten ist oberständig im unteren, gerippten und drüsenhaarigen Teil des Perianths.
Die kleinen, nicht öffnenden Früchte sind, wie bei den Wunderblumengewächsen (Nyctaginaceae) typisch, Anthokarp (Scheinfrucht); bei ihnen umschließt die Blütenhülle das Ovar eng und wird damit zu einem Teil desselben. Die rippigen und einsamigen Früchte sind verkehrt-eiförmig, stumpf sowie drüsig behaart. Sie werden 3 bis 4 Millimeter lang und etwa einen Millimeter breit.

## Verbreitung
Die Art ist in der Paläotropis weitverbreitet. Sie findet sich in den Tropen und Teilen der Subtropen von Amerika, Afrika, Asien und Ozeanien.

## Synonyme und Hybriden
Wie schon in der Einleitung beschrieben, variieren die einzelnen Pflanzen innerhalb der Art stark, so dass sie sich kaum einordnen lassen und es eine Vielzahl von Erstbeschreibungen gab, die zu einer großen Zahl von Synonymen für den Artnamen führten. Ob es sich dabei zum Teil doch um eigene Arten oder Unterarten handelt ist umstritten.
Die am häufigsten verwendeten Synonyme sind hier aufgelistet: Axia cochinchinensis Lour., Boerhavia adscendens Willd., Boerhavia africana Lour.,,Boerhavia caespitosa Ridl., Boerhavia ciliatobracteata Heimerl, Boerhavia friesii Heimerl, Boerhavia decumbens Vahl, Boerhavia obtusifolia Steud., Boerhavia paniculata Lam., Boerhavia rottleri Steud., Commicarpus africanus (Lour.) Dandy, Boerhavia xerophila Domin u. a.
Darüber hinaus hybridisiert die Art regelmäßig mit Boerhavia erecta zu natürlichen Hybriden, was die Grenzen der Art noch weiter verwischt.

## Verwendung
Die Samen, Wurzeln und Blätter sind essbar.
Die Blätter und Wurzeln werden medizinisch verwendet. Z. B. als Ersatz für die Brechwurzel.